# Prowincja Annaba
Prowincja Annaba (arab. ولاية عنابة) – jedna z 48 prowincji Algierii, znajdująca się w północno-wschodniej części kraju. 